# 하오의 결투
하오의 결투(Ride The High Country)는 미국에서 제작된 샘 페킨파 감독의 1962년 서부, 멜로/로맨스 영화이다. 조엘 맥크리어 등이 주연으로 출연하였고 리처드 E. 라이온스 등이 제작에 참여하였다.
이 영화는 스코트의 마지막 스크린 퍼포먼스를 장식하였다.

## 출연

### 주연
- 조엘 맥크리어
- 랜돌프 스코트

### 조연
- 마리에트 하틀리
- 에드가 뷰캐넌
- R.G. 암스트롱
- 제니 잭슨
- 제임스 드러리
- L.Q. 존스
- 존 앤더슨
- 존 데이비스 챈들러
- 워렌 오티스